# Портлендское сражение
Портлендское сражение (или Трёхдневная битва) — морское сражение Первой Англо-Голландской войны, состоявшееся 18 (28) февраля — 20 февраля (2 марта) 1653 года между английским флотом под командованием Роберта Блейка и флотом Соединённых Провинций под командованием Мартена Тромпа около острова Портленд. Обе стороны заявили о своей победе, однако стратегически это сражение стало началом господства англичан в проливе Ла-Манш.

## Предыстория
Первая англо-голландская война была вызвана трениями между двумя морскими главными державами столетия, конкурирующими за стратегическое господство в морской торговле. Англия и Соединенные Провинции всегда были «естественными союзниками» против Габсбургов, как считал Государственный Совет во главе с королём Карлом I. Но отношения между державами ухудшились при Оливере Кромвеле, поскольку голландцы поддерживали роялистов. Во время английской гражданской войны голландцы воспользовались внутренней борьбой в Англии и значительно расширили своё морское присутствие в мировых торговых портах, в конечном счёте даже поставив под сомнение британское доминирование в колониях. Тем не менее Кромвель пока не вступал в конфронтацию, стремясь для начала укрепить свои позиции внутри страны.

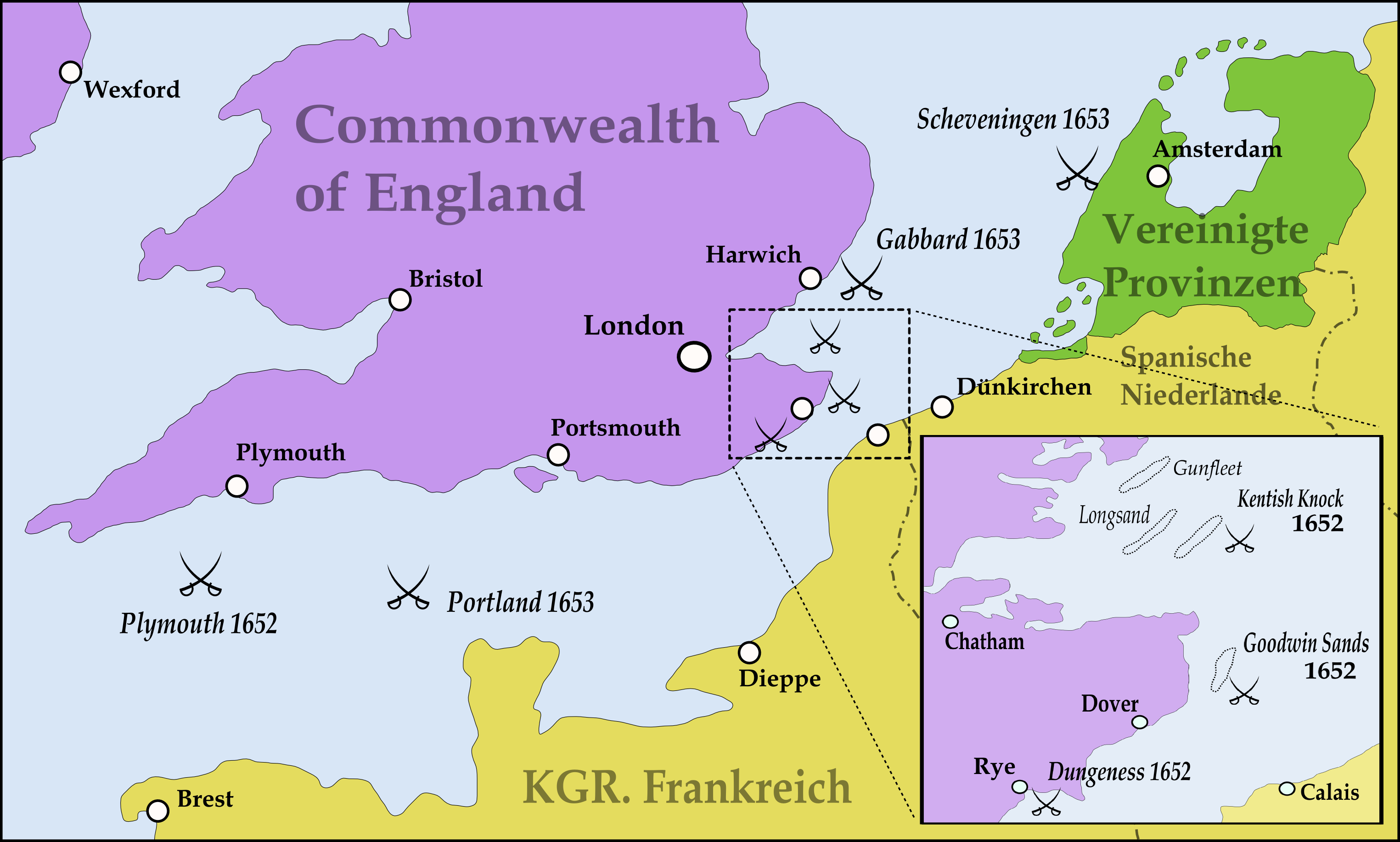
Карта морских сражений Первой англо-голландской войны

Все изменилось, когда парламентские войска разгромили роялистов в битве при Вустере, тем самым завершив гражданскую войну. Сосредоточив в своих руках всю полноту власти, Кромвель инициировал принятие парламентом Навигационного акта 1651 года, установив, чтобы все грузы, предназначенные для английских портов, перевозились только на английских кораблях. Это фактически закрывало голландцам дорогу в порты колоний Англии в Америке и других регионах. В том же году парламент отдал приказ, который позволял английским военным кораблям захватывать голландские торговые суда. Наконец, английский парламент объявил свой суверенитет над «британскими морями», закрепивший господство английского флота на Северном море до мыса Финистерре. Слова стали делом, когда английский адмирал сэр Джордж Эйскью занял Барбадос и захватил 27 голландских кораблей.
Голландский ответ был взвешенным. Генеральные Штаты попытались успокоить англичан, но когда переговоры не увенчались успехом, а Навигационный акт вступил в силу, фракция оранжистов стала мощнее, и Генеральные Штаты приняли резолюцию, которая позволяла флоту защищать голландские интересы. Этот флот был поставлен под командование адмирала Мартена Тромпа, который разбил испанскую армаду в битве при Даунсе 31 октября 1639 года. В том же году голландцы подписали договор с Данией с намерением навредить английской торговле в Европе. Война, наконец, разразилась после стычки между адмиралами Робертом Блейком и Мартеном Тромпом в мае 1652 года в битве при Дувре.
Далее последовали малозначительные стычки в битве при Плимуте и при Кентиш-Нок. В крупном сражении два флота встретились в первый раз в битве у мыса Дандженесс в ноябре 1652 года. Бой завершился тяжёлым поражением англичан, что заставило их пересмотреть свою военно-морскую стратегию. В следующий раз флоты противников встретились у Портленда.

## Битва

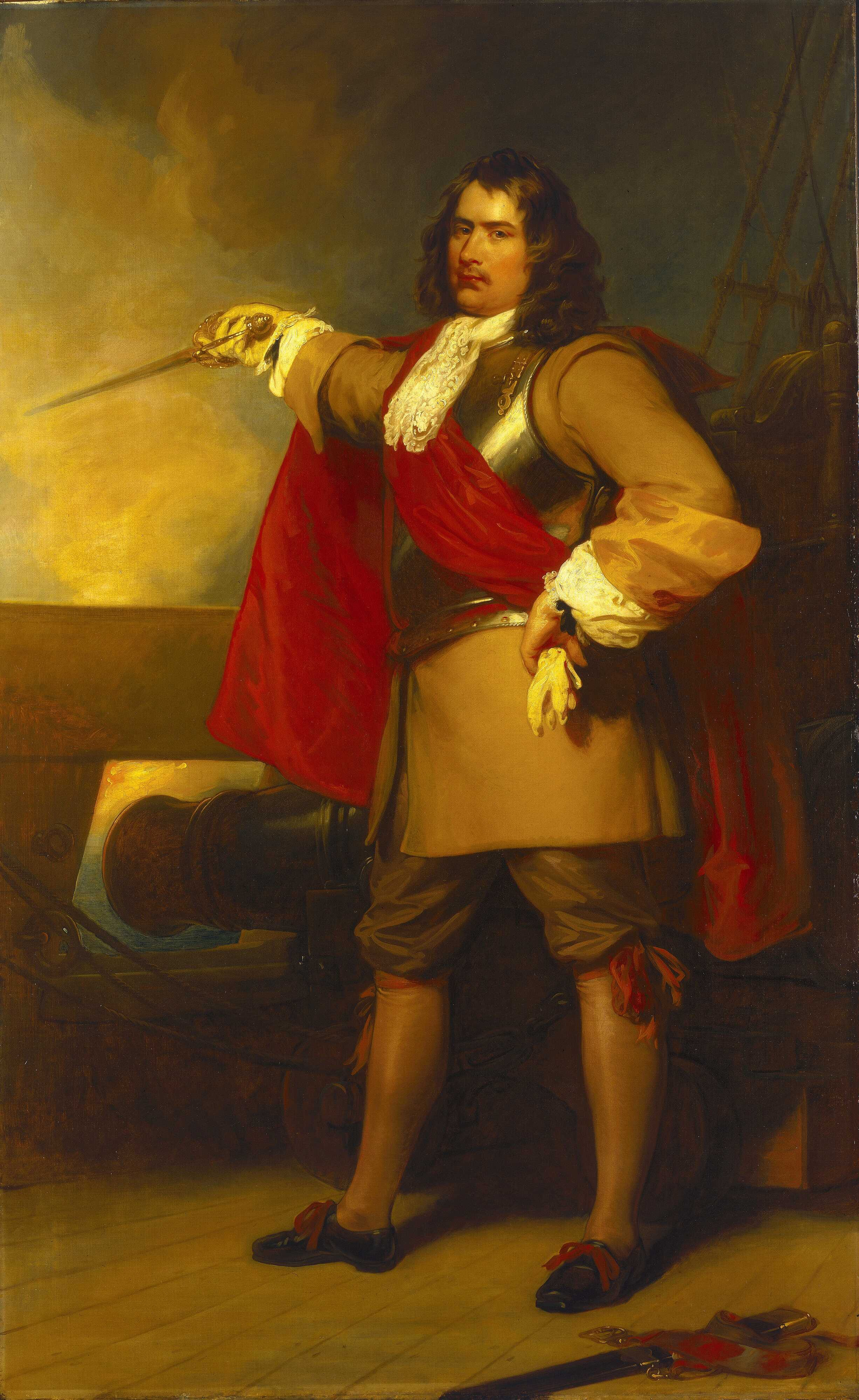
Роберт Блейк
худ. Г. П. Бриггс, 1829

В начале февраля 1653 года Тромп сопровождал конвой торговых судов через Ла-Манш и провёл их безопасно в Атлантический океан. Он настроился на возвращение в родной порт, но для начала бросил якорь в Ла-Рошели, чтобы отдохнуть и пополнить запасы в ожидании торговых судов из Атлантического океана. Голландский флот попытался выйти в море 20 февраля с 152 торговыми судами, но в течение трёх дней ему мешал сильный штормовой ветер. 24 февраля Тромп, наконец, отбыл, подойдя четыре дня спустя к острову Портленд, где флот Блейка попытался перехватить голландский конвой. Тромп немедленно дал сигнал для общей атаки и перешёл в наступление, пользуясь попутным ветром.
Флагман Тромпа Brederode вступил в бой с флагманом Блейка, Triumph и дал первый залп. Развернувшись и не получив ответа от английских артиллеристов, он дал залп со второго борта и, наконец, после нового разворота выстрелил снова. Блейк повернул корабль в сторону и решил сражаться с расстояния. Голландский командор Рюйтер атаковал английскую эскадру с тыла. Однако после двух попыток абордажа он был вынужден вывести свои корабли из боя. Бой продолжался в течение дня, а с наступлением темноты флоты разошлись.

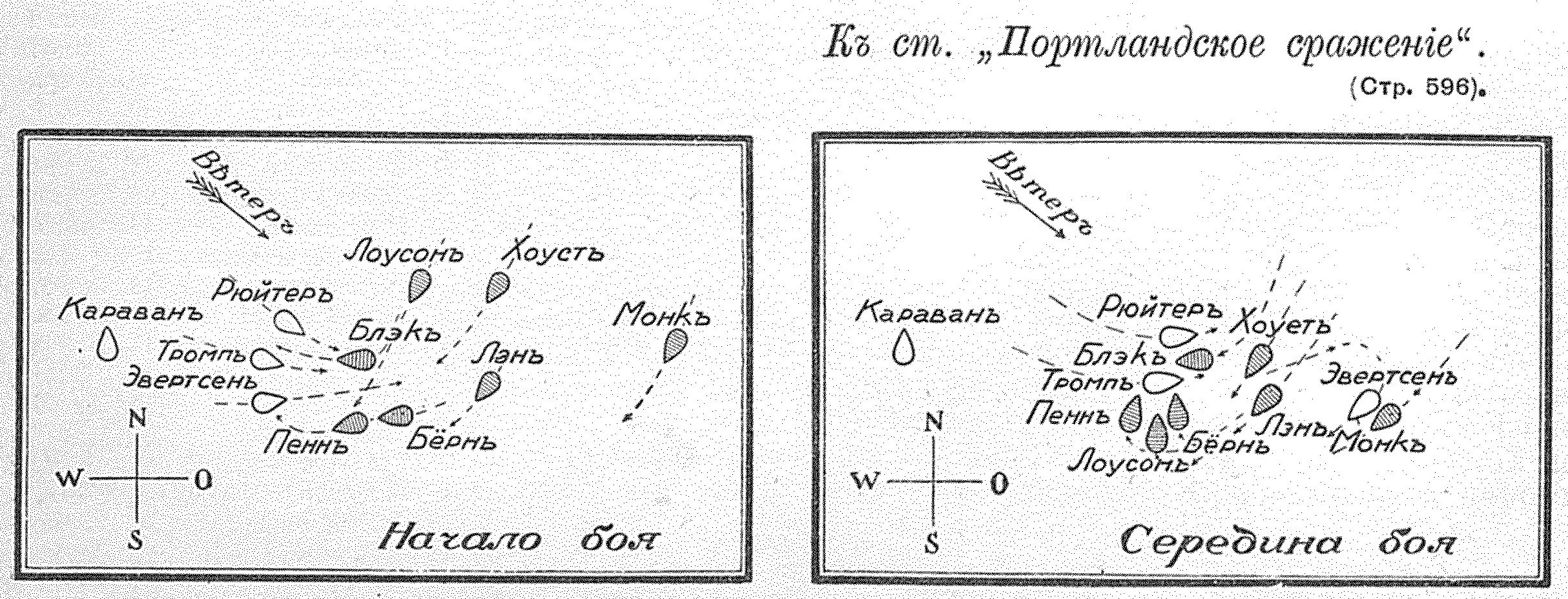
Схема боя
(рис. из статьи «Портландское сражение»
«Военная энциклопедия Сытина»)

На следующий день англичане поймали ветер и пошли в атаку. Однако пять попыток взломать голландский строй закончились неудачей. 2 марта англичане смогли захватить 12 голландских торговых судов, отставших от основного голландского конвоя. Против голландцев сыграло и то, что к исходу второго дня сражения большинство их кораблей растратили запасы пороха и пуль.
Третий день битвы завершился очередной неудачной попыткой англичан взломать голландскую линию. Несколько голландских капитанов попытались бежать после того, как исчерпали боеприпасы, но Тромп не дал им выйти из боя предупредительными залпами. К исходу дня бой завершился, голландцы были вынуждены бежать. Погоня оказалась безуспешной, во многом из-за того, что Блейк получил ранение в бедро.
На четвёртый день англичане потеряли голландцев из виду. Тромп направил оставшуюся часть своего флота вдоль побережья, избегая продолжения боя, оставив позади восемь боевых кораблей и несколько торговых судов. Хотя обе стороны заявили о своей победе, именно голландцы покинули поле битвы.

## Последствия
Битва у Портленда восстановила английское господство в Ла-Манше. Хотя голландская пропаганда попыталась представить сражение как голландскую победу или «славное поражение», адмирал Тромп и другие офицеры вернулись домой в крайне мрачном настроении. Они пришли к выводу, что принятие англичанами линейной тактики боя компенсирует превосходство голландцев в огневой мощи кораблей, настоятельно призвали Генеральные Штаты начать строить тяжёлые военные корабли вместо вооружения торговых кораблей. В отчаянной попытке сохранить своё господство хотя бы в Северном море плохо подготовленный голландский флот вновь вступил в бой с англичанами в битве при Габбарде.